# Delahaye 135
Delahaye 135 är en personbil, tillverkad av den franska biltillverkaren Delahaye mellan 1935 och 1951.

## Historik
Den stora depressionen hade varit en tung period för den franska bilindustrin, men Delahaye hade klarat sig igenom. För att liva upp sitt ganska tråkiga program beslutade man att ta fram en sportigare modell, men även att denna skulle använda så mycket befintliga delar som möjligt.
Motorn i Type 135 var en rak sexa som även användes för att driva lastbilar, men den var robust och lätt att trimma. Chassit var dock nyutvecklat, med individuell hjulupphängning fram med tvärställda bladfjädrar. Bilen kläddes med karosser från Frankrikes främsta karossbyggare, som Figoni et Falaschi och Henri Chapron.
Bilen modifierades 1938 och kallades därefter 135 M. Efter andra världskriget togs tillverkningen upp igen, men försäljningen hämmades av det franska skattesystemet som lade mycket höga avgifter på bilar med stora motorer.

## Motorer
| Modell | Motor              | Cylindervolym | Effekt | Bränslesystem   |
| ------ | ------------------ | ------------- | ------ | --------------- |
| 135    | 6-cyl radmotor ohv | 3227 cm³      | 95 hk  | Enkel förgasare |
| 135 C  | 6-cyl radmotor ohv | 3557 cm³      | 120 hk | Tre förgasare   |
| 135 S  | 6-cyl radmotor ohv | 3557 cm³      | 150 hk | Tre förgasare   |
| 135 M  | 6-cyl radmotor ohv | 3557 cm³      | 105 hk | Enkel förgasare |
| 135 MC | 6-cyl radmotor ohv | 3557 cm³      | 135 hk | Tre förgasare   |
| 135 MS | 6-cyl radmotor ohv | 3557 cm³      | 145 hk | Tre förgasare   |

## Motorsport
Delahaye 135 var en framgångsrik rallybil, med vinsten i Monte Carlo-rallyt 1937 som främsta merit. Men bilen utvecklades även till en sportvagnsracer.
Type 135 S togs fram på initiativ av den amerikanska arvtagerskan Lucy Schell. Hon och maken Laury ägde flera bilar som kördes av privatförare. Bilen var undermotoriserad och långsam jämfört med många av konkurrenterna, men den var robust och tillförlitlig, vilket passade utmärkt för långdistanslopp. Bilens racingkarriär kröntes med en dubbelseger på Le Mans 1938.